# Bergelle
Die Bergelle war im Königreich Sachsen ein Längenmaß. Es war eine mundartliche Bezeichnung der Elle. Anwendung fand das Maß im Bergbau, besonders im Salzbergwerksbau. Früher galt das Maß auch in Salzbergwerken Süddeutschlands.
- Dresden (im Jahr 1830) 1 Bergelle = 2 Lachterfuß = 2 Bergfuß = 2/7 Bergklafter = 253,312 Pariser Linien = 4/7 Meter = 0,571 Meter (Tab.-wert 0,57142857)
- Hallstein 5 Bergellen = 1 Bergklafter